# Megacoelus didelphis
Megacoelus didelphis är en skalbaggsart som först beskrevs av Louis Alexandre Auguste Chevrolat 1840.  Megacoelus didelphis ingår i släktet Megacoelus och familjen långhorningar. Inga underarter finns listade i Catalogue of Life.